# Liste der Nummer-eins-Hits in Singapur (2018)
Diese Liste der Nummer-eins-Hits in Singapur 2018 basiert auf den offiziellen Chartlisten der RIAS. Die Charts basieren allein auf Musikstreaming.

## Singles
| ← 2017 ← | Liste der Nummer-eins-Hits in Singapur | Liste der Nummer-eins-Hits in Singapur | Liste der Nummer-eins-Hits in Singapur | 2019 →                    |
| \| Zeitraum \| Wo. ges. \| Interpret \| Titel Autor(en) \| Zusätzliche Informationen \| \| (Zeitraum, Wochen auf Platz eins, Interpret, Titel, Autor[en], zusätzliche Informationen) \| \| \| \| \| \| ----------------------------------------------------------------------------------------- \| -------- \| ----------------------------- \| -------------------------------------------------------------------------------------------------------------------------------------------------------------------------------------------------------------------------------------------------- \| ------------------------- \| \| 29. Dezember 2017 – 18. Januar 2018 3 Wochen \| 3 \| Ed Sheeran \| Perfect[1][2] Ed Sheeran \| – \| \| 26. Januar 2018 – 15. Februar 2018 3 Wochen \| 3 \| Zac Efron & Zendaya \| Rewrite the Stars[3][4] Benj Pasek, Justin Noble Paul \| – \| \| 16. Februar 2018 – 22. März 2018 5 Wochen \| 5 \| Kendrick Lamar & SZA \| All the Stars[5][6][7][8] Alexander William Shuckburgh, Mark Anthony Spears, Solána Imani Rowe \| – \| \| 23. März 2018 – 5. April 2018 2 Wochen \| 2 \| Marshmello & Anne-Marie \| Friends[9][10] Chris Comstock, Natalie Maree Dunn, Anne-Marie Rose Nicholson \| – \| \| 6. April 2018 – 19. April 2018 2 Wochen \| 2 \| Zedd, Maren Morris & Grey \| The Middle[11][12] Sarah Paige Aarons, Jordan Kendall Johnson, Stefan Adam Johnson, Marcus Durand Lomax, Kyle Mark Trewartha, Michael G. Trewartha, Anton Zaslavski \| – \| \| 20. April 2018 – 17. Mai 2018 4 Wochen \| 4 \| Ariana Grande \| No Tears Left to Cry[13] Ariana Grande, Max Martin, Ilya Salmanzadeh, Savan Kotecha \| – \| \| 18. Mai 2018 – 7. Juni 2018 3 Wochen \| 3 \| BTS \| Fake Love[14][15] \| – \| \| 8. Juni 2018 – 14. Juni 2018 1 Woche (insgesamt 3) \| 3 \| Maroon 5 feat. Cardi B \| Girls Like You[15] Adam Levine, Henry Walter, Belcalis Almanzar, Brittany Talia Hazzard, Jason Evigan, Gian Stone \| – \| \| 15. Juni 2018 – 28. Juni 2018 2 Wochen \| 2 \| 블랙핑크 / Blackpink \| 뚜두뚜두 / Ddu-du Ddu-du[15][16] \| – \| \| 29. Juni 2018 – 12. Juli 2018 2 Wochen (insgesamt 3) \| 3 \| Maroon 5 feat. Cardi B \| Girls Like You[17][18] Adam Levine, Henry Walter, Belcalis Almanzar, Brittany Talia Hazzard, Jason Evigan, Gian Stone \| – \| \| 13. Juli 2018 – 16. August 2018 5 Wochen \| 5 \| Drake \| In My Feelings[19][20][21][22][23] Aubrey Graham, Benny Workman, Darius Harrison, Caresha Brownlee, Jatavia Johnson, Stephen Garrett, James Scheffer, Rex Zamor, Dwayne Carter, Renetta Lowe-Bridgewater, Orville Hall, Phillip Price, Noah Shebib \| – \| \| 17. August 2018 – 23. August 2018 1 Woche (insgesamt 2) \| 2 \| Benny Blanco, Halsey & Khalid \| Eastside[24] Benjamin Levin, Edward Sheeran, Ashley Frangipane, Khalid Robinson, Nathan Perez \| – \| \| 24. August 2018 – 6. September 2018 2 Wochen \| 2 \| 방탄소년단 / BTS \| Idol[25][26] \| – \| \| 7. September 2018 – 13. September 2018 1 Woche (insgesamt 2) \| 2 \| Benny Blanco, Halsey & Khalid \| Eastside[26] Benjamin Levin, Edward Sheeran, Ashley Frangipane, Khalid Robinson, Nathan Perez \| – \| \| 14. September 2018 – 4. Oktober 2018 3 Wochen \| 3 \| Dean Lewis \| Be Alright[27][28] Dean Lewis, Jon Hume \| – \| \| 5. Oktober 2018 – 18. Oktober 2018 2 Wochen \| 2 \| Marshmello & Bastille \| Happier[29][30] Christopher Comstock, Dan Smith, Steve Mac \| – \| \| 19. Oktober 2018 – 1. November 2018 2 Wochen \| 2 \| Dua Lipa & Blackpink \| Kiss and Make Up[31][32] Yannick Rastogi, Zacharie Alexandre Eaymond, Chelcee Maria Grimes, Mathieu Jomphe-Lepine, Marc Vincent, Dua Lipa \| – \| \| 2. November 2018 – 27. Dezember 2018 8 Wochen \| 8 \| Ariana Grande \| Thank U, Next[32][33][34][35][36][37][38] Ariana Grande, Charles Anderson, Michael Foster, Tayla Parx, Tommy Brown, Victoria McCants \| – \| \| 28. Dezember 2018 – 17. Januar 2019 3 Wochen \| 3 \| A-Lin \| 有一種悲傷 / A Kind of Sorrow[39][40][41] \| – \| |                                        |                                        | |                           |
| ← 2017 |                                        |                                        | | → 2019 →                  |
| Zeitraum | Wo. ges.                               | Interpret                              | Titel Autor(en) | Zusätzliche Informationen |
| (Zeitraum, Wochen auf Platz eins, Interpret, Titel, Autor[en], zusätzliche Informationen) |                                        |                                        | |                           |
| 29. Dezember 2017 – 18. Januar 2018 3 Wochen | 3                                      | Ed Sheeran                             | Perfect Ed Sheeran | –                         |
| 26. Januar 2018 – 15. Februar 2018 3 Wochen | 3                                      | Zac Efron & Zendaya                    | Rewrite the Stars Benj Pasek, Justin Noble Paul | –                         |
| 16. Februar 2018 – 22. März 2018 5 Wochen | 5                                      | Kendrick Lamar & SZA                   | All the Stars Alexander William Shuckburgh, Mark Anthony Spears, Solána Imani Rowe | –                         |
| 23. März 2018 – 5. April 2018 2 Wochen | 2                                      | Marshmello & Anne-Marie                | Friends Chris Comstock, Natalie Maree Dunn, Anne-Marie Rose Nicholson | –                         |
| 6. April 2018 – 19. April 2018 2 Wochen | 2                                      | Zedd, Maren Morris & Grey              | The Middle Sarah Paige Aarons, Jordan Kendall Johnson, Stefan Adam Johnson, Marcus Durand Lomax, Kyle Mark Trewartha, Michael G. Trewartha, Anton Zaslavski                                                                    | –                         |
| 20. April 2018 – 17. Mai 2018 4 Wochen | 4                                      | Ariana Grande                          | No Tears Left to Cry Ariana Grande, Max Martin, Ilya Salmanzadeh, Savan Kotecha | –                         |
| 18. Mai 2018 – 7. Juni 2018 3 Wochen | 3                                      | BTS                                    | Fake Love | –                         |
| 8. Juni 2018 – 14. Juni 2018 1 Woche (insgesamt 3) | 3                                      | Maroon 5 feat. Cardi B                 | Girls Like You Adam Levine, Henry Walter, Belcalis Almanzar, Brittany Talia Hazzard, Jason Evigan, Gian Stone | –                         |
| 15. Juni 2018 – 28. Juni 2018 2 Wochen | 2                                      | 블랙핑크 / Blackpink                   | 뚜두뚜두 / Ddu-du Ddu-du | –                         |
| 29. Juni 2018 – 12. Juli 2018 2 Wochen (insgesamt 3) | 3                                      | Maroon 5 feat. Cardi B                 | Girls Like You Adam Levine, Henry Walter, Belcalis Almanzar, Brittany Talia Hazzard, Jason Evigan, Gian Stone | –                         |
| 13. Juli 2018 – 16. August 2018 5 Wochen | 5                                      | Drake                                  | In My Feelings Aubrey Graham, Benny Workman, Darius Harrison, Caresha Brownlee, Jatavia Johnson, Stephen Garrett, James Scheffer, Rex Zamor, Dwayne Carter, Renetta Lowe-Bridgewater, Orville Hall, Phillip Price, Noah Shebib | –                         |
| 17. August 2018 – 23. August 2018 1 Woche (insgesamt 2) | 2                                      | Benny Blanco, Halsey & Khalid          | Eastside Benjamin Levin, Edward Sheeran, Ashley Frangipane, Khalid Robinson, Nathan Perez | –                         |
| 24. August 2018 – 6. September 2018 2 Wochen | 2                                      | 방탄소년단 / BTS                       | Idol | –                         |
| 7. September 2018 – 13. September 2018 1 Woche (insgesamt 2) | 2                                      | Benny Blanco, Halsey & Khalid          | Eastside Benjamin Levin, Edward Sheeran, Ashley Frangipane, Khalid Robinson, Nathan Perez | –                         |
| 14. September 2018 – 4. Oktober 2018 3 Wochen | 3                                      | Dean Lewis                             | Be Alright Dean Lewis, Jon Hume | –                         |
| 5. Oktober 2018 – 18. Oktober 2018 2 Wochen | 2                                      | Marshmello & Bastille                  | Happier Christopher Comstock, Dan Smith, Steve Mac | –                         |
| 19. Oktober 2018 – 1. November 2018 2 Wochen | 2                                      | Dua Lipa & Blackpink                   | Kiss and Make Up Yannick Rastogi, Zacharie Alexandre Eaymond, Chelcee Maria Grimes, Mathieu Jomphe-Lepine, Marc Vincent, Dua Lipa                                                                                              | –                         |
| 2. November 2018 – 27. Dezember 2018 8 Wochen | 8                                      | Ariana Grande                          | Thank U, Next Ariana Grande, Charles Anderson, Michael Foster, Tayla Parx, Tommy Brown, Victoria McCants | –                         |
| 28. Dezember 2018 – 17. Januar 2019 3 Wochen | 3                                      | A-Lin                                  | 有一種悲傷 / A Kind of Sorrow | –                         |

## Belege
1. ↑  http://web.archive.org/web/20180120034339/www.rias.org.sg/chart.pdf
2. ↑  http://web.archive.org/web/20180128212208/http://www.rias.org.sg/chart.pdf
3. ↑  http://web.archive.org/web/20180219062024/http://www.rias.org.sg/chart.pdf
4. ↑  http://web.archive.org/web/20180305023027/http://www.rias.org.sg/chart.pdf
5. ↑  http://web.archive.org/web/20180305023027/http://www.rias.org.sg/chart.pdf
6. ↑  http://web.archive.org/web/20180309080020/http://www.rias.org.sg/chart.pdf
7. ↑  http://web.archive.org/web/20180323224354/http://www.rias.org.sg/chart.pdf
8. ↑  http://web.archive.org/web/20180404104003/http://www.rias.org.sg/chart.pdf
9. ↑  http://web.archive.org/web/20180408021808/http://www.rias.org.sg/chart.pdf
10. ↑  http://web.archive.org/web/20180414183518/http://www.rias.org.sg/chart.pdf
11. ↑  http://web.archive.org/web/20180424084419/http://www.rias.org.sg/chart.pdf
12. ↑  http://web.archive.org/web/20180505060450/http://www.rias.org.sg/chart.pdf
13. ↑  http://web.archive.org/web/20180518181853/http://www.rias.org.sg/chart.pdf
14. ↑  http://web.archive.org/web/20180612142148/http://www.rias.org.sg/chart.pdf
15. 1 2 3  http://web.archive.org/web/20180618052259/http://www.rias.org.sg/chart.pdf
16. ↑  http://web.archive.org/web/20180707034919/http://www.rias.org.sg/chart.pdf
17. ↑  http://web.archive.org/web/20180719035839/http://www.rias.org.sg/chart.pdf
18. ↑  http://web.archive.org/web/20180729095133/http://www.rias.org.sg/chart.pdf
19. ↑  http://web.archive.org/web/20180803091229/http://www.rias.org.sg/chart.pdf
20. ↑  http://web.archive.org/web/20180812082331/http://www.rias.org.sg/chart.pdf
21. ↑  http://web.archive.org/web/20180816190605/http://www.rias.org.sg/chart.pdf
22. ↑  http://web.archive.org/web/20180821154432/http://www.rias.org.sg/chart.pdf
23. ↑  http://web.archive.org/web/20180903004714/http://www.rias.org.sg/chart.pdf
24. ↑  http://web.archive.org/web/20180906163243/http://www.rias.org.sg/chart.pdf
25. ↑  http://web.archive.org/web/20180916051926/http://www.rias.org.sg/chart.pdf
26. 1 2  http://web.archive.org/web/20180929205044/http://www.rias.org.sg/chart.pdf
27. ↑  http://web.archive.org/web/20181007165335/http://www.rias.org.sg/chart.pdf
28. ↑  http://web.archive.org/web/20181016191707/http://www.rias.org.sg/chart.pdf
29. ↑  http://web.archive.org/web/20181019083018/http://www.rias.org.sg/chart.pdf
30. ↑  http://web.archive.org/web/20181029092126/http://www.rias.org.sg/chart.pdf
31. ↑  http://web.archive.org/web/20181105195547/http://www.rias.org.sg/chart.pdf
32. 1 2  http://web.archive.org/web/20181115175608/http://www.rias.org.sg/chart.pdf
33. ↑  http://web.archive.org/web/20181122163320/http://www.rias.org.sg/chart.pdf
34. ↑  http://web.archive.org/web/20181130052252/http://www.rias.org.sg/chart.pdf
35. ↑  http://web.archive.org/web/20181203182255/http://www.rias.org.sg/chart.pdf
36. ↑  http://web.archive.org/web/20181213110741/http://www.rias.org.sg/chart.pdf
37. ↑  http://web.archive.org/web/20181228104506/http://www.rias.org.sg/chart.pdf
38. ↑  http://web.archive.org/web/20190103111336/http://www.rias.org.sg/chart.pdf
39. ↑  http://web.archive.org/web/20190110110134/http://www.rias.org.sg/chart.pdf
40. ↑  http://web.archive.org/web/20190121120532/http://www.rias.org.sg/chart.pdf
41. ↑  http://web.archive.org/web/20190128112855/http://www.rias.org.sg/chart.pdf